# Steve Furness
Stephen Robert Furness (Providence, 5 dicembre 1950 – Pittsburgh, 9 febbraio 2000) è stato un giocatore di football americano statunitense che ha militato nel ruolo di defensive lineman nella National Football League (NFL).

## Carriera
Furness fu scelto nel corso del quinto giro (113º assoluto) del Draft NFL 1972 dai Pittsburgh Steelers. Inizialmente fu la riserva di Joe Greene ed Ernie Holmes prima di sostituire Holmes come defensive tackle nel 1977. Partì come titolare nel Super Bowl XIII e mise a segno 32 sack nel corso della sua carriera con gli Steelers. Fu anche appassionato di sollevamento pesi e si classificò quarto nel programma della CBS 'Strongest Man in Football' del 1980. Fu svincolato dopo avere disputato tutte le 16 partite della stagione 1980, disputando un'ultima annata con i Detroit Lions nel 1981.

## Palmarès

### Franchigia
- Super Bowl : 4

Pittsburgh Steelers: IX, X, XIII, XIV
- American Football Conference Championship: 4

Pittsburgh Steelers: 1974, 1975, 1978, 1979